# Bouc vander minnender zielen

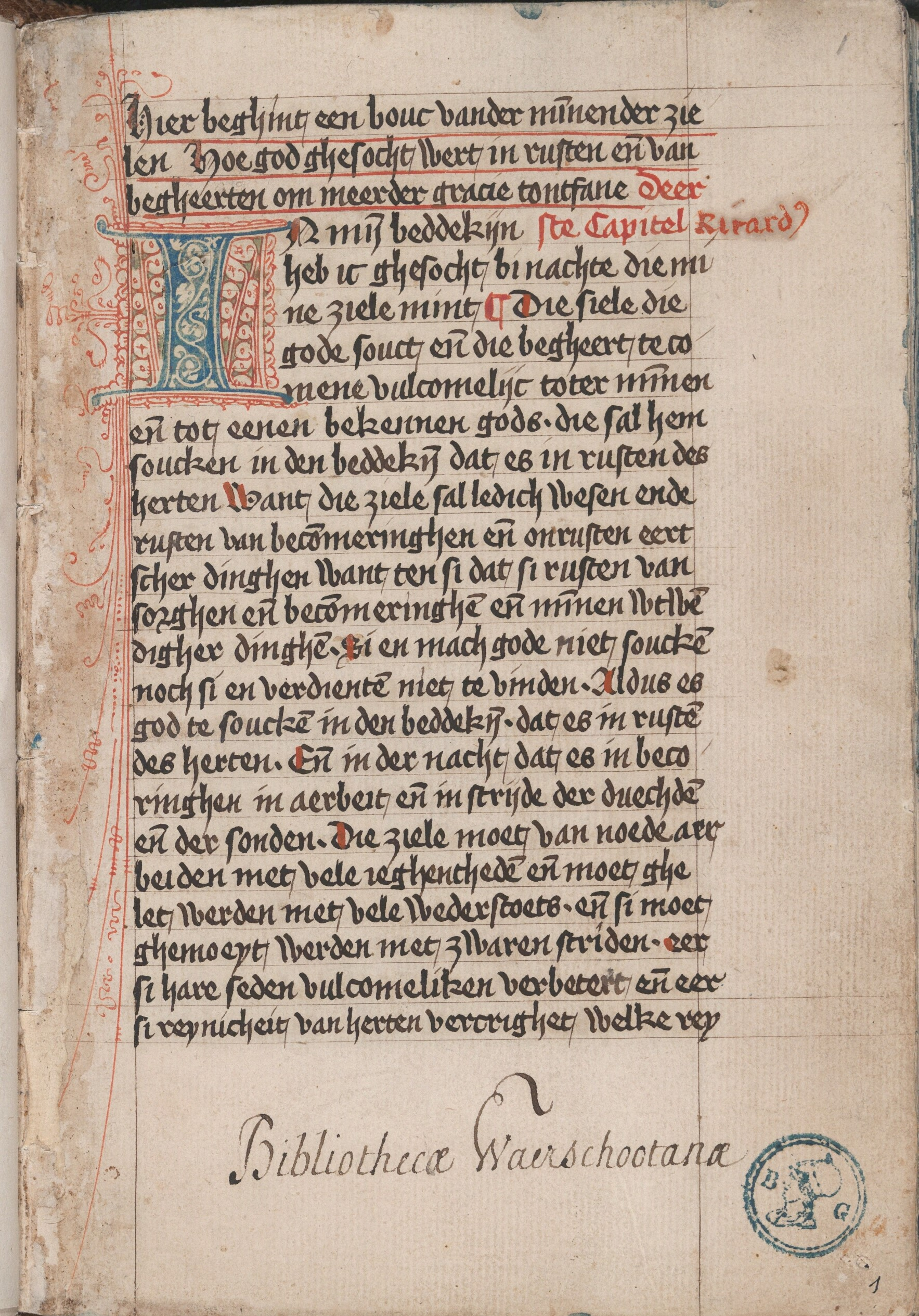
Begin van "Bouc vander minnender zielen".

Het Bouc vander minnender zielen is een Middelnederlands handschrift dat bewaard wordt in de Universiteitsbibliotheek Gent onder de naam Hs. 259. Het manuscript bestaat uit twee delen. Het eerste deel is de tekst van het Bouc vander minnender zielen, waarvan het origineel geschreven werd door Richard van St. Victor. Het tweede deel is Een oefeninghe vander gracien gods, geschreven door Goswinus Hex. Tussen de twee delen is er korte laudatie. Het gehele handschrift werd vervaardigd in Vlaanderen in de tweede helft van de vijftiende eeuw. Het kent zijn afkomst in Waarschoot, bij de Cisterciënzersorde.

## Bouc vander minnender zielen
Dit deel van het handschrift bestrijkt folio's 1 t.e.m. 158v. Het is een Middelnederlandse vertaling van de Latijnse Explicatio in Cantica canticorum. Wie de vertaling maakte is onduidelijk, maar de originele Latijnse tekst werd geschreven door Richard van St. Victor. Hij was een Middeleeuwse Schotse filosoof en theoloog en een van de meest invloedrijke religieuze denkers van zijn tijd. Als reguliere kanunnik was hij een prominent mystiek theoloog en was lid van de beroemde Augustijnerabdij van Saint Victor in Parijs van 1162 tot zijn dood in 1173. Richard van St. Victor is een waardig volgeling van Hugo van Sint-Victor. Richard schrijft daarbij een fundamentele rol toe aan de studie van de Bijbel, doch in tegenstelling tot zijn leraar, geeft hij een bevoorrechte plaats aan de allegorische betekenis, de symbolische betekenis van het Schrift waarmee hij bijvoorbeeld de oudtestamentische figuur van Benjamin, zoon van Jakob, interpreteert als symbool van contemplatie en hoogtepunt van geestelijk leven.
In het Bouc vander minnender zielen biedt hij de gelovigen een geestelijke weg aan, die vooreerst uitnodigt tot het beoefenen van de verschillende deugden, door gevoelens en innerlijke affectieve en emotionele bewegingen met de rede te leren beheersen en ordenen. Pas wanneer de mens op dat vlak evenwicht en menselijke rijpheid bereikt, is hij klaar om toegang te krijgen tot de contemplatie.

## Een oefeninghe vander gracien gods

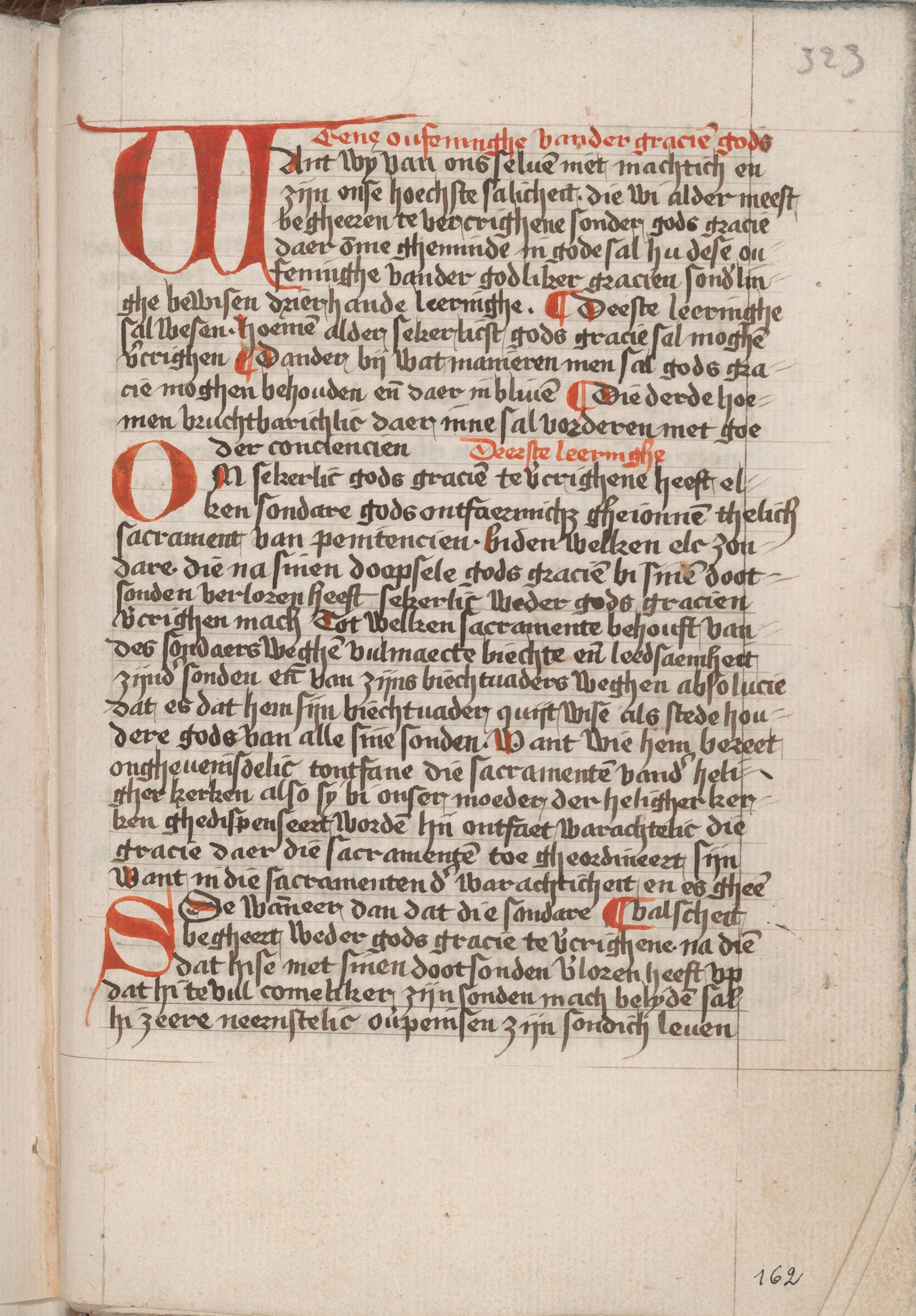
Begin van "Een oefeninghe vander gracien gods".

Het laatste deel van het handschrift, een oefeninghe vander gracien gods bestrijkt folio's 162r. tot 170v. Het werd geschreven door Goswinus Hex. Deze werd geboren in Loenhout in de Kempen, trad in het Karmelietenklooster te Vlissingen, studeerde te Parijs theologie en haalde er zijn doctorstitel. In 1456 duidde men hem daar aan als lector in het Heilige Schrift en de sententies, maar in 1460 was hij reeds in Vlissingen teruggekeerd en fungeerde er als lector en prior. Een ingrijpende verandering in zijn leven betekende zijn aanstelling tot biechtvader en raadsman van de Utrechtse bisschop David van Boergondië, de  zoon van Filips de Goede. In mei of juni 1469 werd hij benoemd tot bisschop van Hiërapolis, op 21 juni kreeg hij van Rome vergunning om in het bisdom Utrecht als wijbisschop te fungeren en op 29 september werd hij in Den Haag gewijd. Hij overleed in het Karmelietenklooster te Utrecht op 31 maart 1475. Niet alleen als hoogwaardigheidsbekleder maar ook als theoloog en als predikant genoot hij bekendheid. Na zijn verblijf in Parijs trok hij al predikend rond in Vlaanderen, Brabant, Holland en Zeeland.
Een oefeninghe vander gracien gods is een sermoen. De tekst representeer een op schrift gestelde redevoering met een religieus stichtende, vermanende of moraliserende inhoud. Het is de literaire weergave van de prediking. In de middeleeuwse stichtelijke literatuur nam de preek of het sermoen een belangrijke plaats in, met name de volkspreek voor de simpele ziel, de zogenaamde ‘sermo humilis’. Het sermoen heeft een thematisch karakter, dat vaak wordt opgehangen aan een Bijbelvers of een deel daarvan.